# Alexander Polzin
Alexander Polzin (* 1973 in Ost-Berlin) ist ein Berliner Bildhauer, Maler, Graphiker, Kostüm- und Bühnenbildner.

## Biografie
Polzin wuchs in Berlin-Pankow auf, wo er auch heute noch lebt. Er verzeichnet Ausstellungen seiner Arbeiten unter anderem im Getty Center in Los Angeles (2000), in Budapest, Bukarest und Neapel (2001), am Wissenschaftskolleg zu Berlin (2004), Bard College New York (2006), Van Leer Institute Israel (2007), San Francisco International Arts Festival (2008) und am Teatro Real in Madrid (2011). Zu seinen Skulpturen im öffentlichen Raum zählen „Der gefallene Engel“ vor der Semper-Sternwarte Collegium Helveticum in Zürich, das Denkmal für Giordano Bruno auf dem Potsdamer Platz in Berlin, „Sokrates“ auf dem Campus der Tel Aviv University, und „Das Paar“, bestellt für das Foyer der Opera National de Bastille, Paris. Polzins Skulpturen werden alle in Zusammenarbeit mit der Werkstatt für Kunstguss Marc Krepp gefertigt.
Polzin arbeitete mit den Komponisten Amos Elkana, Helmut Lachenmann und György Kurtág zusammen, um gemeinsam ihre Musik mit Bildender Kunst zu verbinden. Polzin war Gast am International Artist House in Herzliya, Israel, ETH Zürich, The Montalvo Arts Center in Saratoga, California und erster 'Artist-in-Residence' am Center for Advanced Study am Käte Hamburger Kolleg „Recht als Kultur“ in Bonn. Polzin unterrichtete als Gastprofessor an der ETH Zürich und an der University of California at Santa Cruz. Polzin arbeitet regelmäßig als Bühnenbildner für Oper, Tanz und Schauspiel. Er wird von Maestro Arts und der Galerie Kornfeld (Berlin) vertreten.

## Bühnenbilder (Auswahl)
- 2013 – Richard Wagner: Parsifal – Salzburger Osterfestspiele, Regie: Michael Schulz – musikalische Leitung: Christian Thielemann
- 2012 – Never Mind in Sophiensaele / Berlin – Regie: Sommer Ulrickson
- 2012 – I sing my Brother mit Hao Jiang Tian im China NCPA Concert Hall Orchestra Beijing/Shanghai
- 2011 – Teatro Real (Madrid), Uraufführung – Komposition Pilar Jurado – Regie David Hermann
- 2010 – Kurs.Liebe Freilichtspiele Schwäbisch Hall, Inszenierung: Sommer Ulrickson, Musik: Moritz Gagern
- 2010 – Lovesick Neuköllner Oper, Regie: Sommer Ulrickson, Musik: Moritz Gagern
- 2010 – Philemon und Baucis von Joseph Haydn und Konstantia Gourzi – Festival Europäische Kirchenmusik Schwäbisch Gmünd
- 2009 – G. Verdi: Rigoletto – Deutsche Oper am Rhein, Regie David Hermann
- 2009 – Winter – ein Deutschlandmaerchen nach H. Heine – Schauspiel Frankfurt, Regie Sommer Ulrickson/Mark Jackson
- 2009 – After Hamlet – eine Tanzmusiktheaterproduktion von Amos Elkana und Sommer Ulrickson in Santa Cruz, Californien. Mit freundlicher Unterstützung des Goethe-Institut.
- 2008 – Benjamin Brittens The Rape of Lucretia (Regie: David Hermann) am Oldenburgischen Staatstheater
- 2008 – Sommer Ulricksons Foreign Bodies. University of California, Santa Cruz
- 2007 – Yes yes to Moscow. Deutsches Theater Berlin
- 2007 – Woyzeck. Staatstheater Schwerin
- 2004 – Creatures of Habit. Sophiensaele, Berlin
- 2003 – Abschlussinszenierung Hochschule für Film und Fernsehen, Potsdam
- 2003 – Jerusalem Syndrom. Sophiensaele, Berlin
- 2003 – Staatsoper Berlin: Philemon und Baucis
- 2002 – Remains. Sophiensaele, Berlin

## Skulpturen und Projekte (Auswahl)

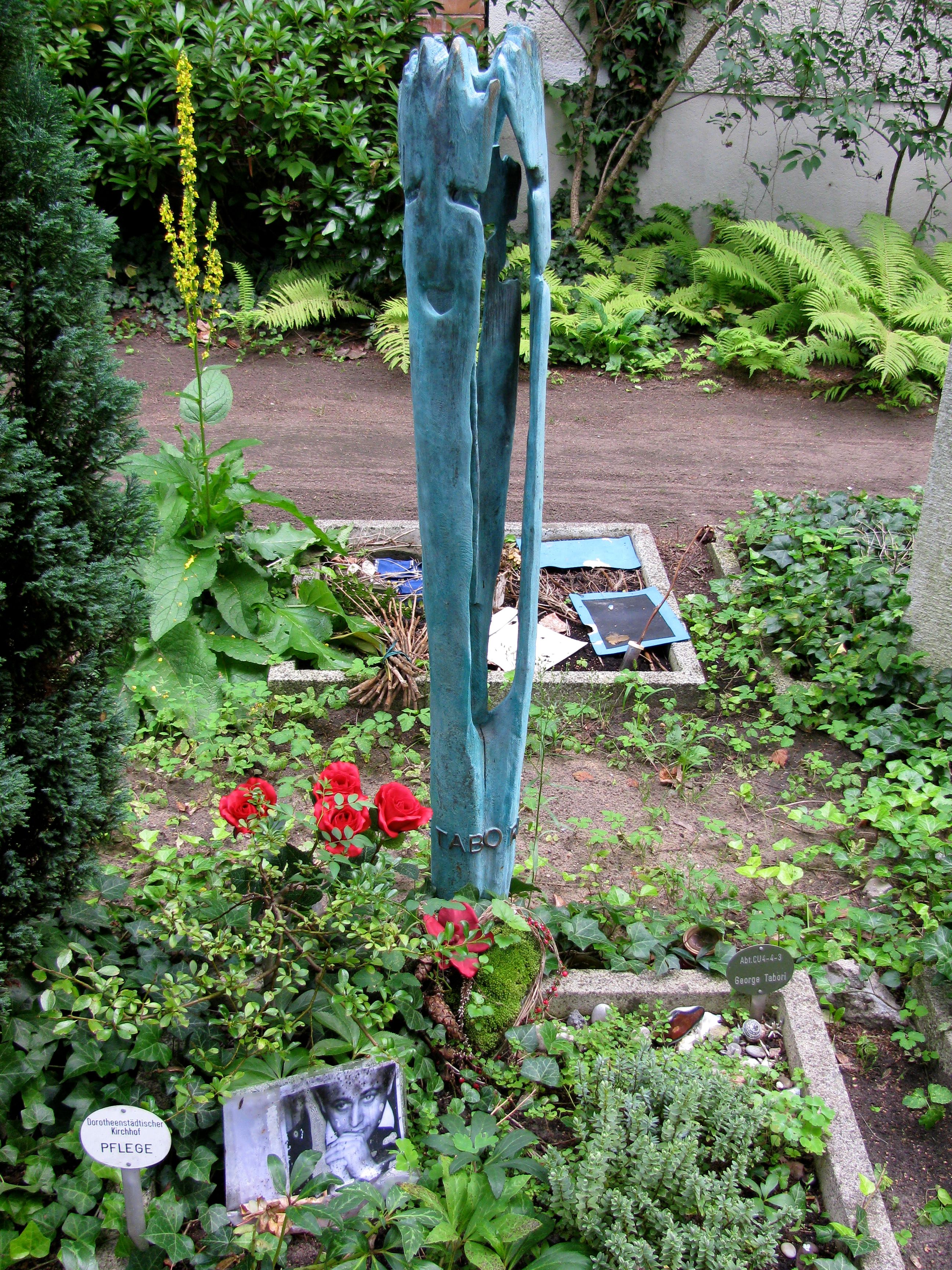
Grabskulptur für George Tabori

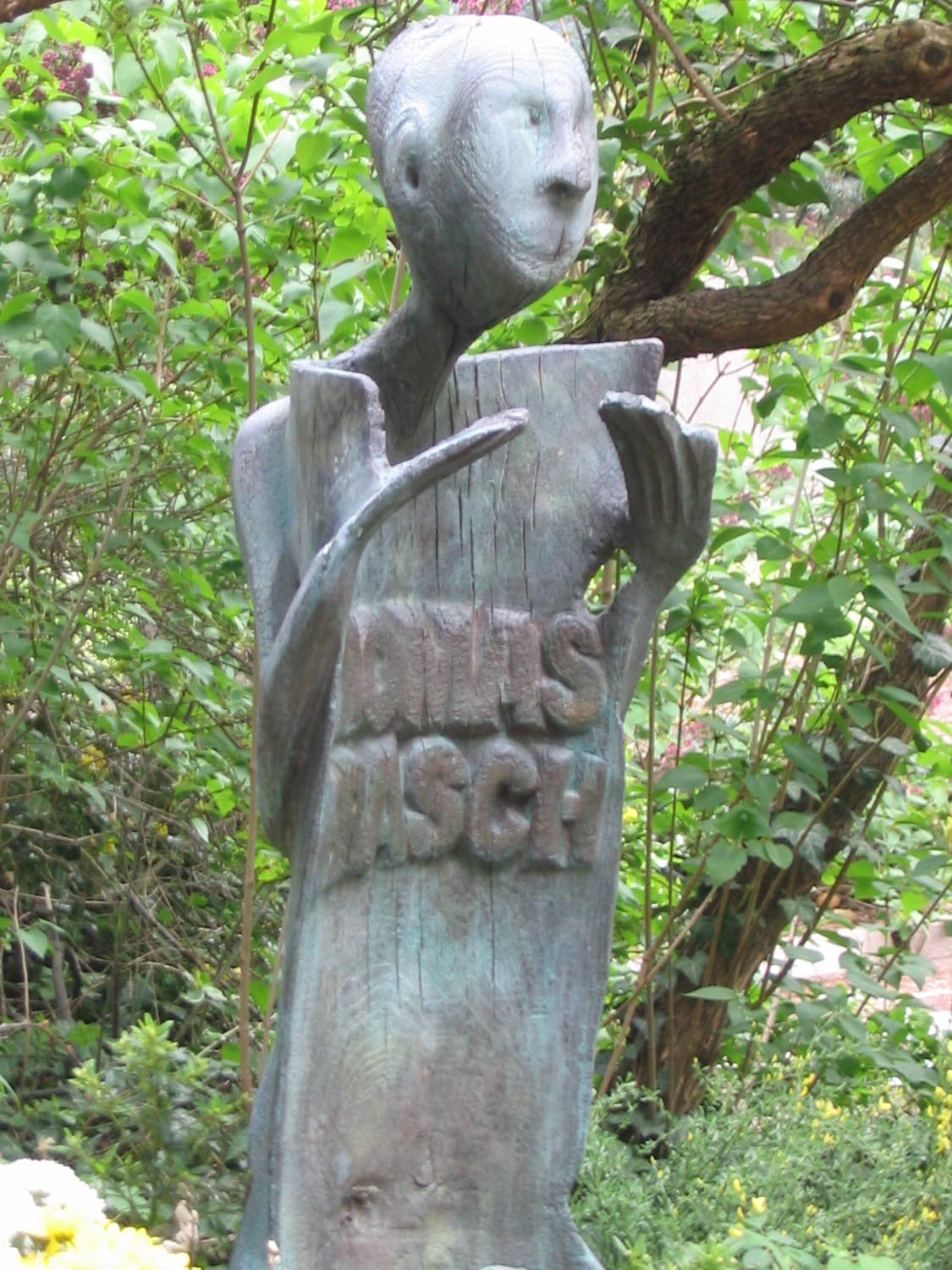
Grabskulptur für Thomas Brasch

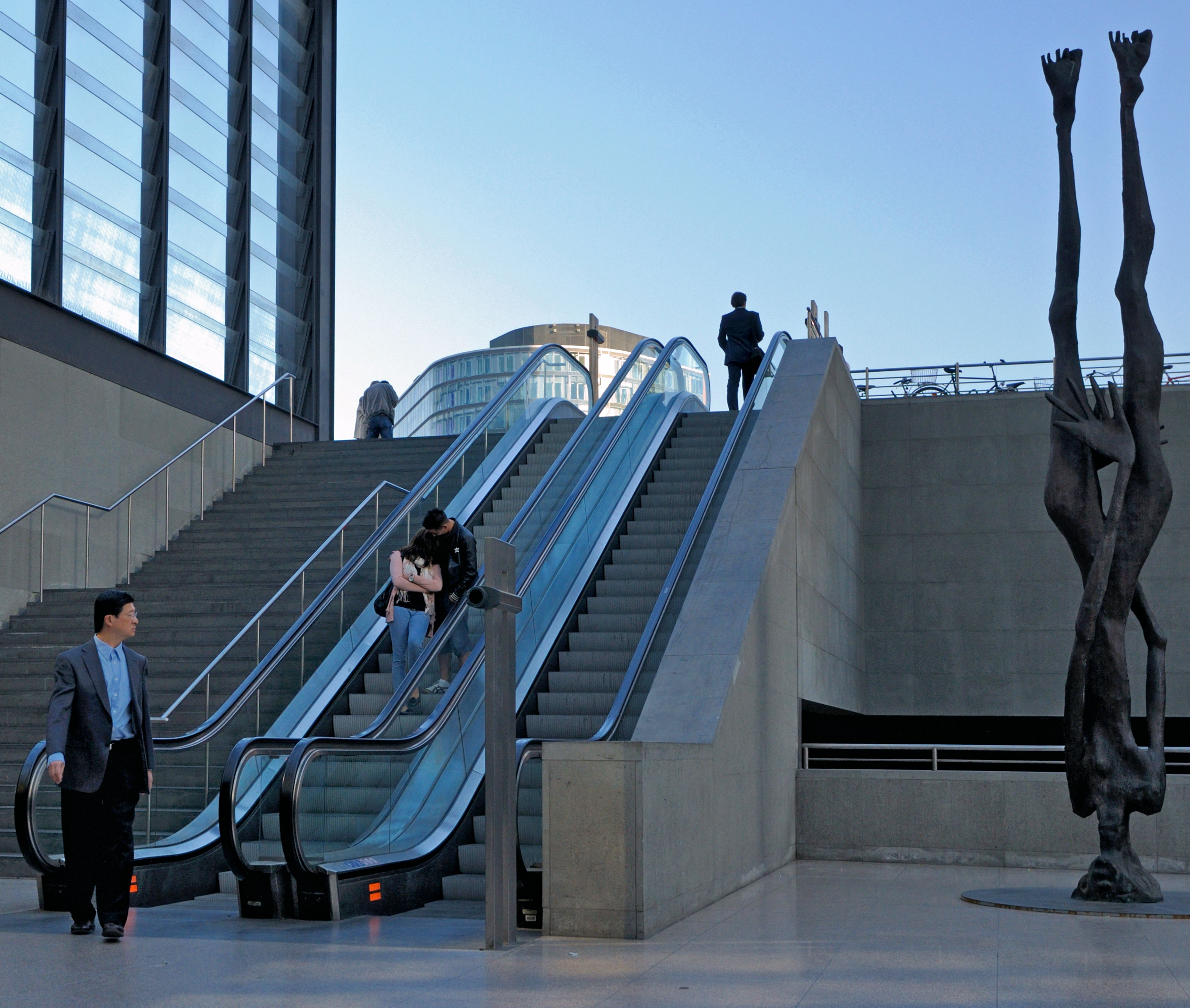
Installation des Giordano-Bruno-Denkmals am Potsdamer Platz

- 2019 – Uraufführung „Love in fragments“, gemeinsam mit dem Cellisten Alban Gerhardt, der Violinistin Gergana Gergova, der Choreographin Sommer Ulrickson und dem Tänzer Dan Pelleg im Kulturzentrum 92Y in New York[5][6]
- 2012 – Skulpturale Intervention für Helmut Lachenmann Festtag Stiftung Schloss Neuhardenberg
- 2012 – Programm-Design für Turku music festival Finnland
- 2012 – Hommage a Teatro Real für magazine INTRAMUROS
- 2011 – Enthüllung der Skulptur „Hommage à Bhimrao Ramji Ambedkar“; Käte Hamburger Kolleg „Recht als Kultur“ in Gegenwart von Ajit Kumar, Generalkonsul der Republik Indien in Frankfurt am Main
- 2010 – Buch zur Skulptur „Requiem – Hommage a György Kurtág“, Mathes und Seitz (Autoren: Moshe Zuckermann, Jean Louis Fabiani, Peter Stefan Jungk, Judith Frigyesi Niran, Andre Plesu, Durs Gruenbein, Antjie Krog, Amnon Raz-Krakotzkin, Martin Treml, Almuth Sh. Bruckstein Coruh, Annett Groeschner, Michael Maede, Karl Heinz Barck, Peter Esterhazy, Hannah Duebgen, Michael Roes, Bettina Motikat)
- 2009 – Covergestaltung – Oliver Schneller – Deutscher Musik Rat
- 2009 – Hommage an Robert Merton – Klangskulpturen gemeinsam mit Amos Elkana im Rahmen der Konferenz „Concepts and the Social Order: Robert K. Merton and the Future of Sociology“
- 2009 – Covergestaltung für Moshe Zuckermann „Sechzig Jahre Israel“, Pahl-Rugenstein Verlag
- 2008/09 – Illustrationen[7] für Lettre International
- 2008 – Verleihung der „kleine Bruno skulptur“ (Open Society Prize) an Kofi Annan
- 2008 – Installation des Giordano-Bruno-Denkmals am Potsdamer Platz, Berlin (Bahnhof Potsdamer Platz – Deutsche Bahn AG), Reden zur Aufstellung vom Botschafter der Republik Italien (Puri Purini) und Durs Grünbein
- 2008 – Grabskulptur für George Tabori auf dem Friedhof der Dorotheenstädtischen und Friedrichswerderschen Gemeinden Berlin
- 2008 – Einweihung der Skulptur „DAS PAAR“ in der Pariser Oper/Opera National de Paris – Rede Hans Belting
- 2006 – Entwurf und Fertigung des Elemér Hantos Preises für die Mitteleuropa-Stiftung Zürich
- 2005 – neunzehnte Ausstellung im Berliner Kunsthaus ACUD
- 2005 – Cover-Foto für Rigas Laiks (Kunstmagazin / Lettland)
- 2004 – Porträt Josef Tal für Begleitheft Sinfonie Einspielung NDR Radio Philharmonie
- 2004 – Bilderserie & Cover für Heiner Müller Arbeitsbuch „Kalkfell II“ Akademie der Künste
- 2003 – Bilderserie für Thomas Brasch Arbeitsbuch, Ankauf für die Sammlung des Auswärtigen Amtes
- 2002 – Skulpturenauftrag für die ETH Zürich
- 2002 – Bilderserie für Lettre International Herbst
- 2001 – Grabskulptur für Thomas Brasch[8] auf dem Friedhof der Dorotheenstädtischen und Friedrichswerderschen Gemeinden Berlin
- 2001 – Präsentation in der Gemäldegalerie, Berlin zur Lange Nacht der Wissenschaften
- 2001 – Auftrag für Wandbild „Chaim’s Brief“ für das rekonstruierte Jüdisches Waisenhaus Berlin / Aufstellung der Granit-Skulptur „Der Steinhändler“ vorm Waisenhaus
- 2000 – Central European University in Budapest: Denkmal für Giordano Bruno

## Ausstellungen (Auswahl)
- 2015 – „Aus meinem Augenfenster…“ Hommage an Thomas Brasch, Kunstmuseum Ahrenshoop (1. Februar – 15. März 2015)[9]
- 2014 – Galerie Kornfeld, Berlin
- 2013 – CONTEXT Art Miami
- 2013 – Galerie Maestro Arts, London
- 2013 – Anna Achmatowa Literatur- und Memorial-Museum, St. Petersburg
- 2013 – Osterfestspiele Salzburg
- 2011 – Skulpturen-Ausstellung Teatro Real Madrid
- 2011 – Präsentation der Skulpturenserie „fuenf skulpturale Skizzen zu Caravaggios David and Goliath“ mit Hans Belting; Käte Hamburger Kolleg „Recht als Kultur“ Bonn
- 2008 – San Francisco International Arts Festival in der ArtworkSF Galerie
- 2008 – jw Galerie, Berlin
- 2007 – Van Leer Jerusalem Institute, Israel
- 2007 – International Artists House Herzliya, Israel
- 2007 – Solo-Ausstellung Beer Sheva, Israel
- 2006 – Felicja Blumental Center Tel Aviv, Israel
- 2006 – Schloss Neuhardenberg „Homage a Kurtag“
- 2006 – Bard College, New York
- 2006 – Einzelausstellung Goethe-Institut Los Angeles (Eröffnungsrede: Hans Ulrich Gumbrecht)
- 2006 – Goethe-Institut New York (Eroeffnungsrede: Edward Mendelson)
- 2004 – Wissenschaftskolleg zu Berlin (Eroeffnungsrede: Durs Grünbein)
- 2004 – Zeitalter der Angst bei OPENDOORS openeyes – Bordeaux, Frankreich
- 2004 – shadow-collaboration-s, Kunstmuseum Novosibirsk / Chernoff Gallery, Novosibirsk, Russland
- 2001 – Martin-Gropius-Bau „Theater der Natur und Kunst“: „Meditierende Gruppe“ (Skulpturengruppe)
- 2001 – Goethe-Institut, Neapel, Bukarest und Budapest „Zeitalter der Angst“ Tournee (Eroeffnungsreden: Imre Kertész, Andre Plesu)
- 1999 – Zeitalter der Angst in Galerie Forum Amalien Park, Berlin: 99-teilige Bilderserie zu W. H. Auden (Eröffnungsrede: Moshe Zuckermann)
- 1998 – Galerie Ariadne in Wien (Eröffnungsrede: Herbert Lachmayer)
- 1998 – Ägyptisches Museum Berlin (Eröffnungsrede: Elmar Zorn)
- 1997–2001 – Einstein Forum Potsdam mit Bildern und Skulpturen (Eröffnungsrede: Gary Smith)
- 1997 – Berlin-Brandenburgische Akademie der Wissenschaften (Eröffnungsrede: Dieter Simon)
- 1995 – Givat Ha Viva Kibbutz (Israel) „Monster“ (20 Bilder) begleitet durch ein Buch „Abgetrieben“ mit Bildern und Essays herausgegeben von Sander Gilman (Eröffnungsrede: Yehuda Elkana)

## Artist-in-Residence (Auswahl)
- 2010/11 – Artist-in-Residence[10] Käte Hamburger Kolleg „Recht als Kultur“ Bonn
- 2008 – Visiting Artist an der University of California in Santa Cruz
- 2006 – Artist-in-Residence[11] Villa Montalvo und Don Lucas Artists Program
- 2005 – McCloy Fellowship in Art
- 2000 – Getty Center Los Angeles
- 1998 – Collegium Helveticum Zürich, Artist in Residence ETH Zürich und Ausstellung
- 1996/97 – Einladung ins International Artists House in Herzliya, Israel (6 Monate): Skulptur „Der Steinhändler“ und Ausstellung (Text: „Die steinerne Bestie hat kein Ohrläppchen mehr“)

## Kurator (Auswahl)
- 2011 – Kurator der Konferenz „Guilt II“ am Käte Hamburger Kolleg „Recht als Kultur“ Bonn unter anderem mit Moshe Zuckermann, Toshio Hosokawa, Fawwaz Traboulsi und Ryoko Aoki
- 2010 – Kurator der Konferenz „Guilt I“ am Käte Hamburger Kolleg „Recht als Kultur“ Bonn unter anderem mit Sudhir Kakar, Ramin Jahanbegloo, Antjie Krog, und Fritz Lichtenhahn
- 2009 – Beratung Ausstellungsgestaltung „Islamische Bildwelten“ im Martin-Gropius-Bau Berlin
- 2009 – Gastprofessor für Bühnenbild UCSC, USA. Mit freundlicher Unterstützung des Goethe-Institut.